# Plagiohammus ornator
Plagiohammus ornator är en skalbaggsart som först beskrevs av Bates 1885.  Plagiohammus ornator ingår i släktet Plagiohammus och familjen långhorningar. Inga underarter finns listade i Catalogue of Life.